# Lisa De Leeuw
Lisa De Leeuw (née Lisa Trego le 3 juillet 1958 à Moline, décédée le 11 novembre 1993) était une actrice américaine de films pornographiques.

## Biographie
Elle commença sa carrière dans les années 70 avec un numéro de Swedish Erotica. Elle était devenue très connue pour ses performances en sexe anal et les scènes de double pénétration.
Elle apparut dans près de 200 films, c'est une vivid girl.
De Leeuw décède du SIDA à 35 ans. Il est possible qu'elle ait été infectée par un acteur (John C. Holmes) ou par une injection. Lisa était devenue très dépendante aux drogues dures et pensait qu'elle avait contracté cette maladie de cette façon. Elle tourna dans son dernier film en 1991.
Elle fait partie de l'AVN Hall of Fame et du XRCO Hall of Fame.

## Récompenses
- 1981 : CAFA Award for "Best Supporting Actress" – Amanda by Night
- 1981 : XRCO Award pour le film Amanda By Night
- 1982 : CAFA Award for "Best Supporting Actress" – Blonde Heat
- 1982 : XRCO award pour le film Blonde Heat
- 1985 : AVN Award de la meilleure actrice dans un second rôle (Best Supporting Actress) pour le film Dixie Ray, Hollywood Star[2]
- 1985 : AFAA Best Supporting Actress pour Raw Talent 1
- 1986 : AVN Award de la meilleure actrice dans un second rôle (Best Supporting Actress) pour le film Raw Talent[3]

## Filmographie partielle
- 800 Fantasy Lane (1979)
- Pro-Ball Cheerleaders (1979)
- Nanci Blue (1980)
- Luscious (1980)
- Amanda by Night (1981)
- Centerspread Girls (1982)
- The Girl from S.E.X. Paul G. Vatelli (1982)
- A Thousand and One Erotic Nights de Edwin Brown (1982)
- Dixie Ray, Hollywood Star (1983)
- Blonde Heat (1985)
- Raw Talent (1984)
- Blowoff (1987)
- Star Cuts 79: Lisa DeLeeuw (1987)
- Caught From Behind 7 (1987)
- Star Cuts 79: Lisa DeLeeuw (1987)